# 初瀬物語
『初瀬物語』（はつせものがたり）は、室町時代に成立した物語。作者不詳。全2巻。
『伊勢物語』・『源氏物語』など平安時代の王朝物語を下敷きにしているが、厭世的なストーリーを有し、発心遁世譚としての性格が非常に強い。

## 粗筋
奈良の京（平城京と考えられる）、春日の里のなにがしの得業は美しい姫君を大切に育てていた。しかし姫君は侍女に騙されて大夫という邪悪な人物と結婚させられ、父得業は失意のうちに病死する。姫君は悲嘆のうちに初瀬に隠棲する。その後姫君は宮仕えに出て権大納言（その後、大将に昇進）と恋に落ちる。しかし転寝していた夢の中に火の車を見て恐れおののき、その悪夢の記憶から恋人大将を追い返す。その後、大将は関白の地位に未練を残したまま狂死する。自らの罪業の深さを恐れた姫君は出家し、ひたすら極楽を願って往生を遂げる。